# Pałac Biesdorf
Pałac Biesdorf (niem. Schloss Biesdorf) – klasycystyczny pałac znajdujący się w Biesdorfie w Berlinie. Budynek jest najstarszym dziełem Heino Schmiedena, które przetrwało w Berlinie.

## Historia
W 1853 r. Hans-Brunno von Rüxleben nabył majątek za 45 tysięcy talarów. Po jego śmierci, w 1862 roku, dziedzicem posiadłości został jego syn, Hans-Hermann Freiherr von Rüxleben. Po ślubie z Anne Pauline Griebenow, który miał miejsce 3 maja 1868 roku, kupił on sześć sąsiednich gospodarstw i cztery zagrody. W tym samym roku wybudowano pałac. Architektem budynku został Heino Schmieden. Do dziś pałac Biesdorf jest najstarszym dziełem tego architekta, które przetrwało w Berlinie.
W 1887 roku tereny nabył niemiecki wynalazca, Werner von Siemens. W 1927 roku majątek przejęło miasto i posiadłość udostępniono zwiedzającym. Planowano stworzyć dom opieki dla matek i dzieci, ale zrezygnowano z  tego planu, gdy okazało się, że koszty są zbyt duże. W czasie II wojny światowej powstał tam schron przeciwlotniczy, a w kwietniu 1945 roku pałac został całkowicie zniszczony – prawdopodobnie w wyniku podpalenia przez nazistów. W 1946/1947 roku Armia Czerwona przeprowadziła remont pałacu, w tym czasie w części parku urządzono miejsce na groby dla radzieckich żołnierzy. Groby te zostały następnie przeniesione na Honorowy Cmentarz Radziecki na cmentarzu Marzahn Park w 1958 roku.
W 1955 roku pałac i otaczający go park rozbudowano na ośrodek wypoczynkowy i wybudowano teatr na wolnym powietrzu. Obecnie odbywają się tam różnego rodzaju wydarzenia kulturalne, między innymi wystawy i konferencje.

## Galeria

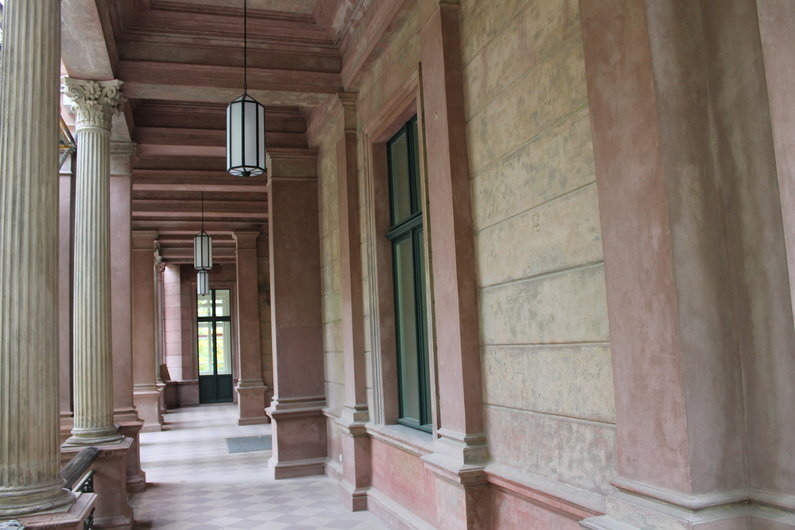
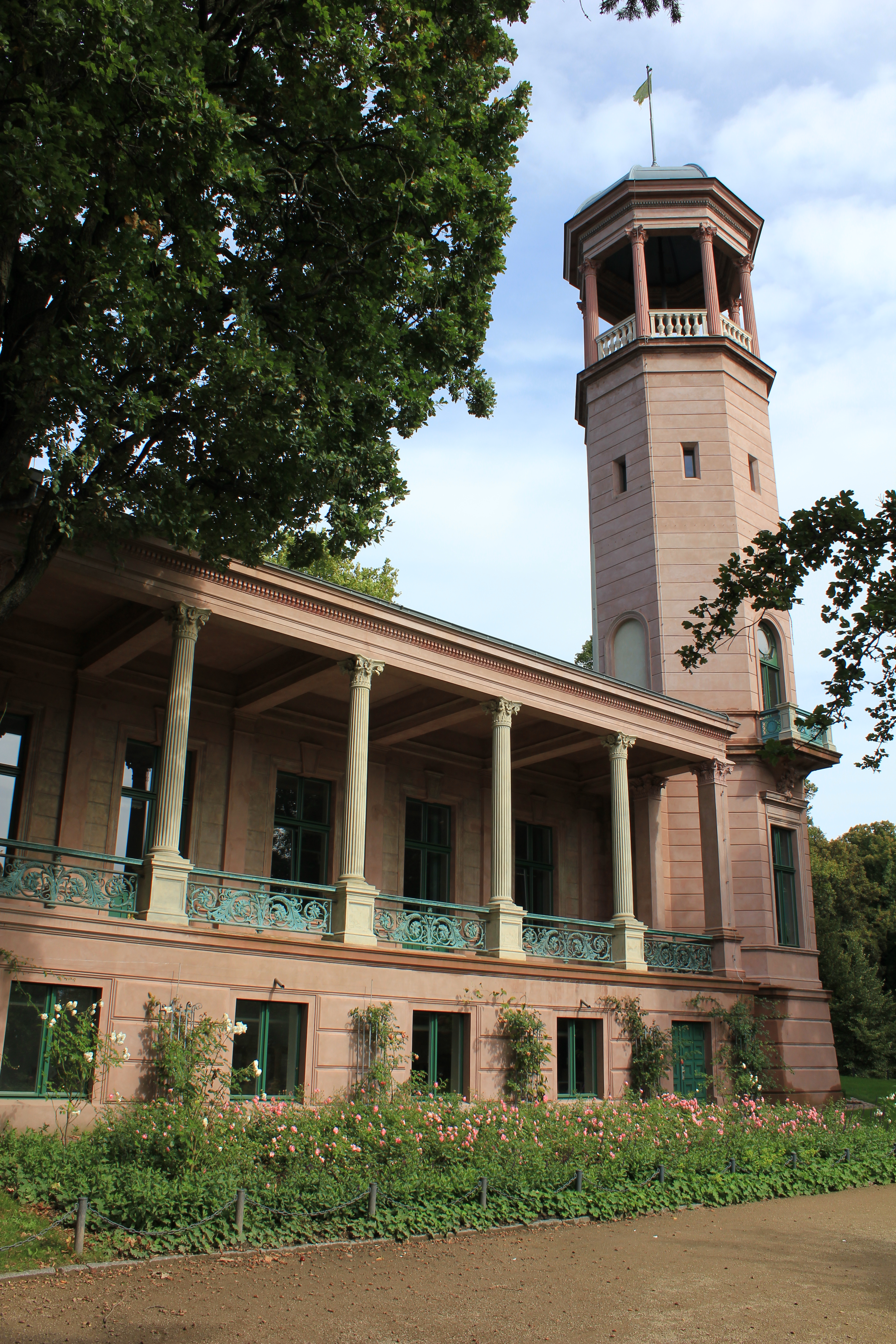
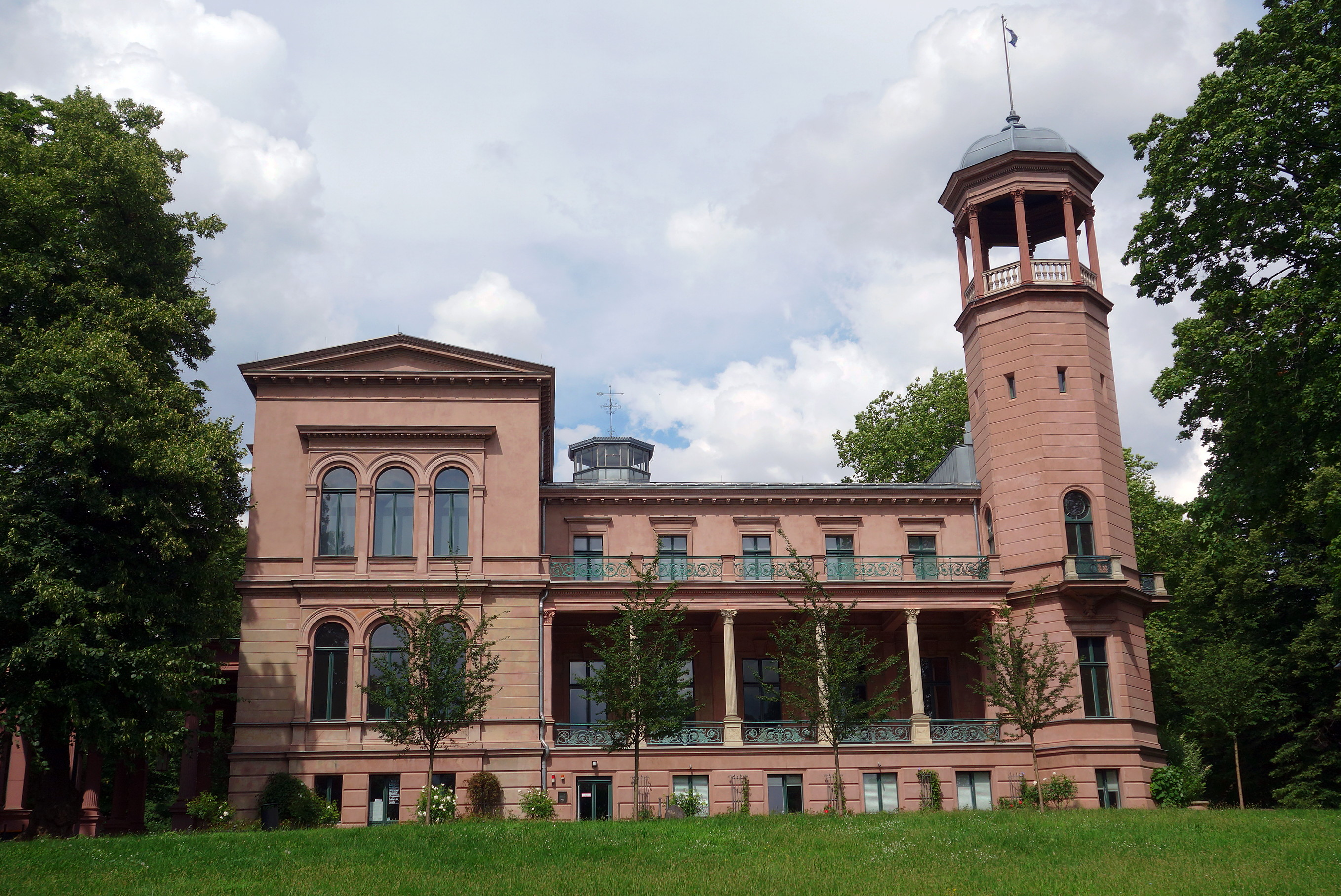
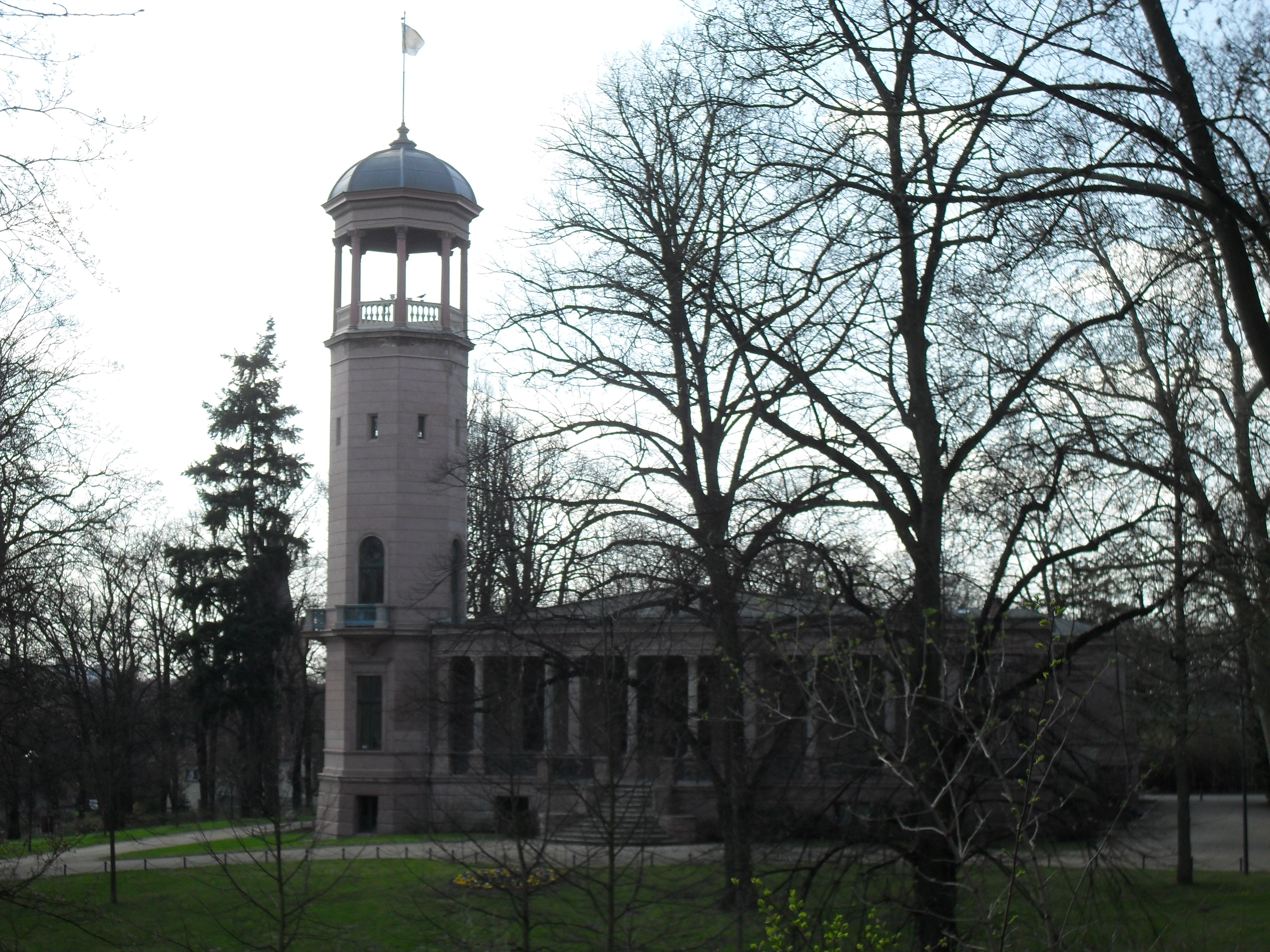
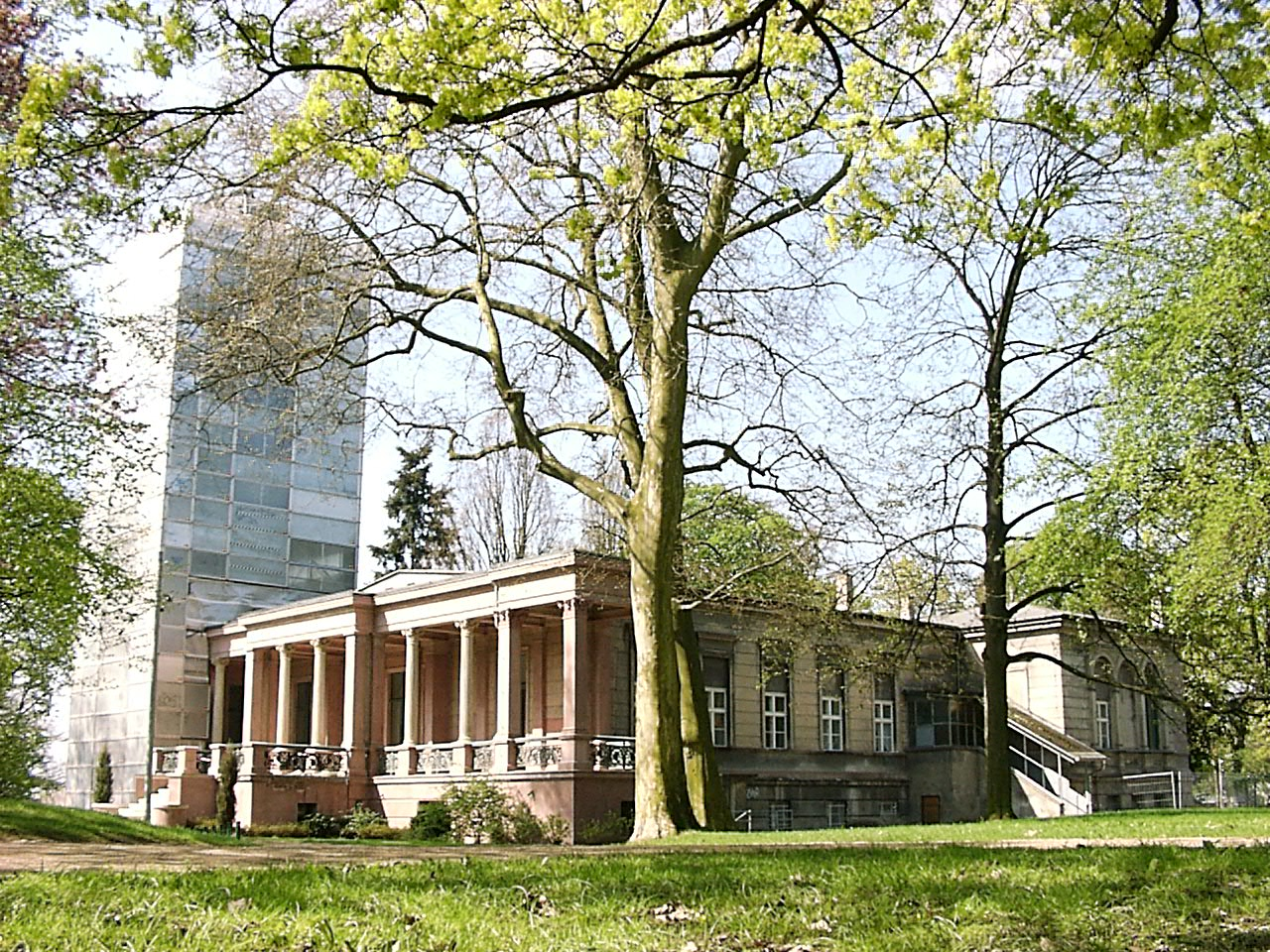
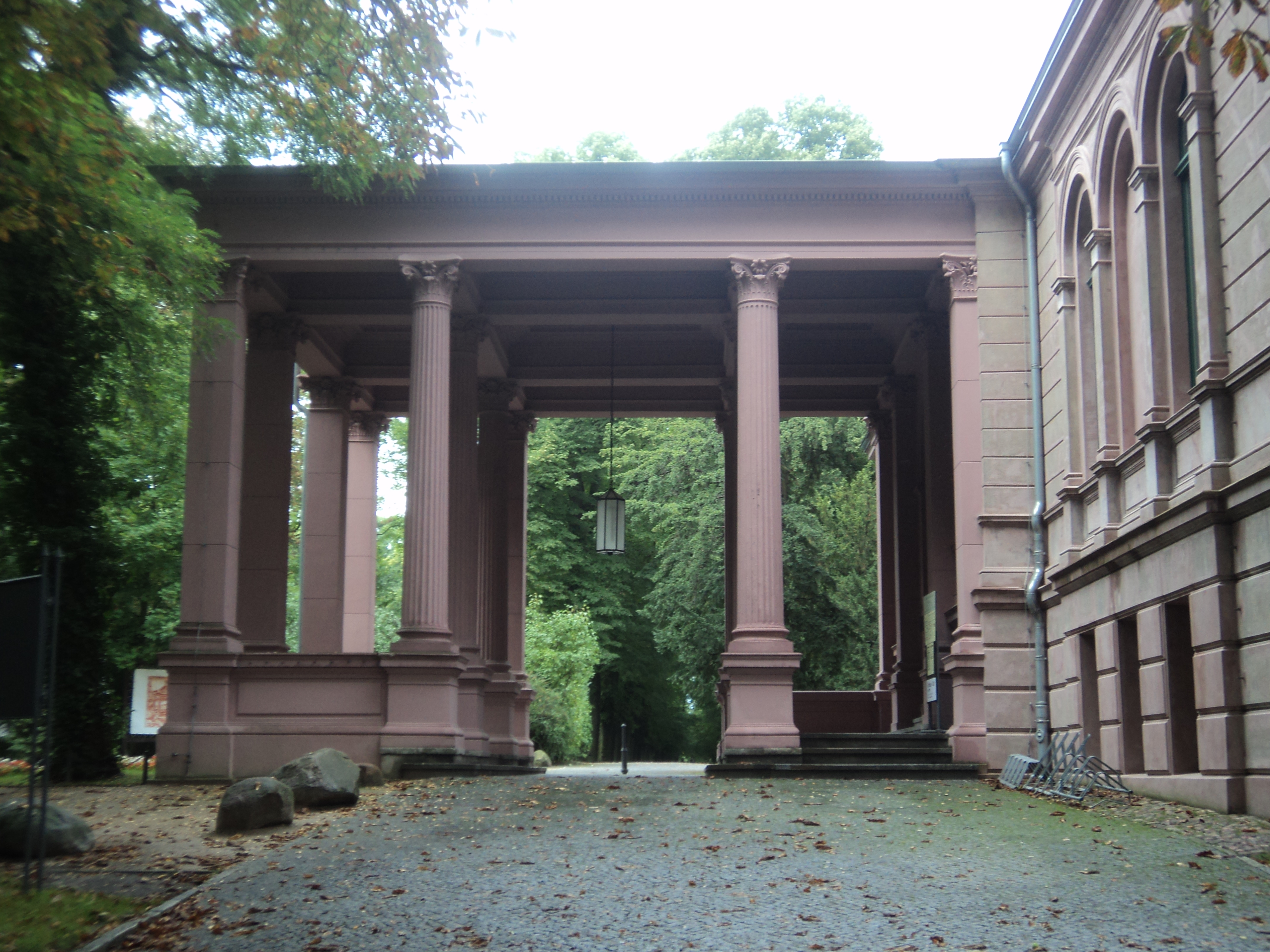